# Raíces de árbol

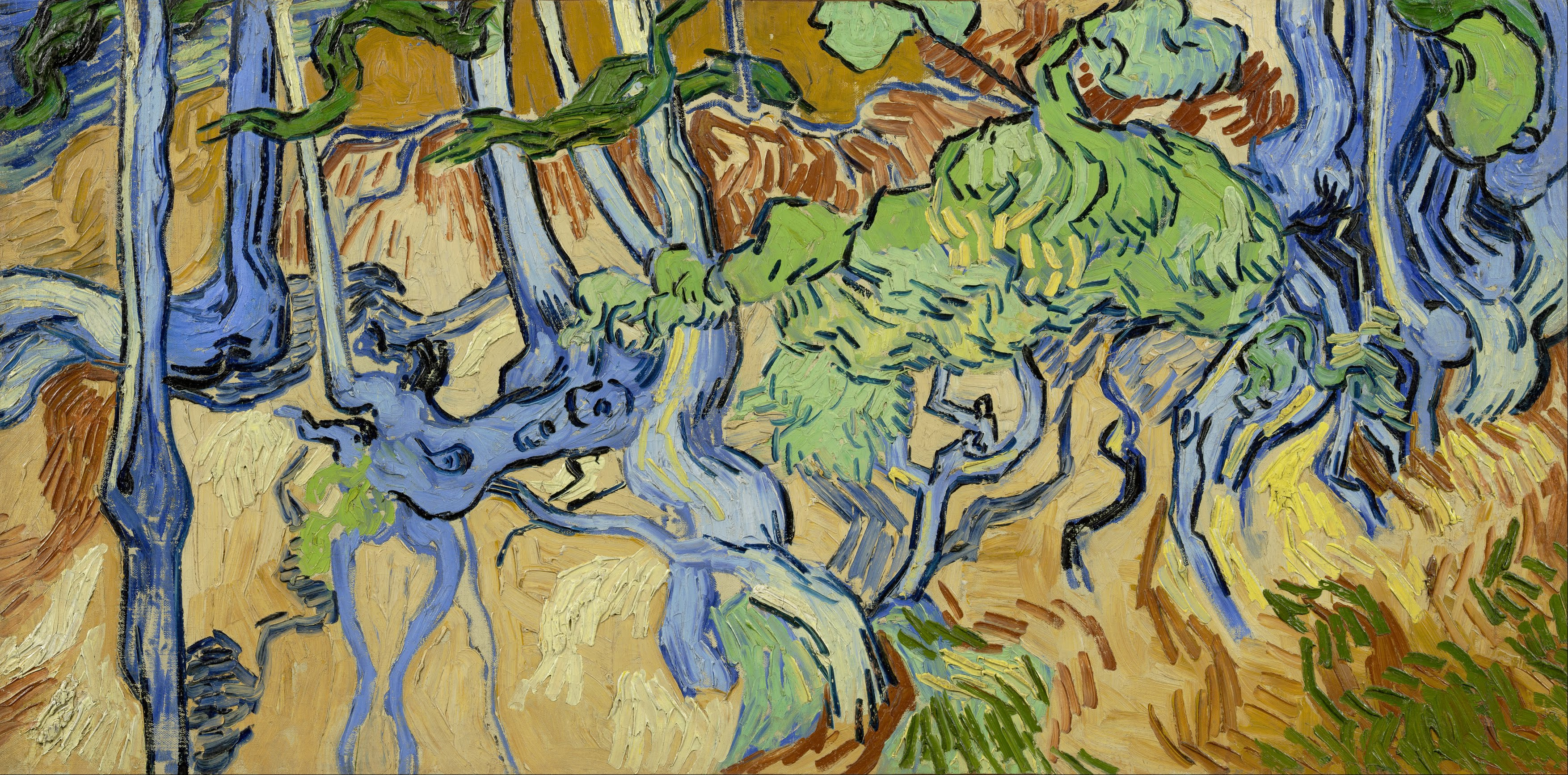
Raíces de árbol, finales de julio de 1890.

Raíces de árbol es una pintura de aspecto abstracto del artista holandés Vincent van Gogh. La pintura es un óleo sobre lienzo. El lienzo mide 50,3 x 100,1 centímetros y se realizó en 1890 en Auvers-sur-Oise. La investigación ha demostrado que esta fue probablemente la última pintura del maestro.

## Antecedentes
Algunos dibujos de Van Gogh de raíces negras y retorcidas datan de 1882, sobre las cuales le escribió a su hermano Theo que quería expresar la lucha de la vida en él. El Museo Van Gogh reconoce un simbolismo similar en esta pintura Raíces de árbol, que Van Gogh pintó ocho años después.
La pintura se encuentra actualmente en el Museo Van Gogh en Ámsterdam y es propiedad de la Fundación Vincent van Gogh.

## Presentación
Con una primera mirada a la colorida colección de tonalidades, la pintura parece arte abstracto, del cual Van Gogh es visto a veces como precursor por algunos críticos del arte. Sin embargo, en una inspección más cercana, se puede ver un conjunto de raíces contra un fondo marrón y amarillo de tierra con plantas y hojas.
Esta pintura no está terminada en la parte inferior, donde todavía está parcialmente dibujada. El lado superior, sin embargo, ya está terminado. El hecho de que Van Gogh no terminara una pintura es excepcional porque se le conoce como un artesano que siempre terminaba una pintura cuando la había comenzado.

## Última pintura
Durante mucho tiempo fue un misterio cuál fue la última pintura de Van Gogh. Se creyó que sería Trigal con cuervos. Sin embargo, las cartas de Van Gogh mostraron que ya había pintado esta pintura a principios de julio, mientras que él murió el 29 de julio.
En 2012, un estudio de Louis van Tilborgh (Museo Van Gogh) y Bert Maes (ecólogo) reveló que Raíces de árbol debe haber sido la última pintura de Van Gogh. Lo demuestra una carta de Andries Bonger, cuñado de Theo van Gogh. En ella, Bonger escribió: "La mañana antes de su muerte había pintado un sousbois [sotobosque], lleno de sol y vida. Según Tilborgh y Maes, esta es una descripción de la pintura Raíces de árbol.
En 2020, un estudio de Wouter van der Veen, director científico del Instituto Van Gogh de Auvers-sur-Oise, establece el transcurso del día 27 de julio de 1890 y confirma que Raíces de árbol debe haber sido la última pintura de Van Gogh. Pidió la pericia de Louis van Tilborgh y Teio Meedendorp (Museo Van Gogh) para confirmar su teoría, y la respaldaron, considerándola "altamente probable". Lo demuestra una postal de 1900-1910 en la que se ve la localización exacta del lugar en el que Van Gogh pintó el cuadro, a unos 150 metros de su albergue. La pintó por la tarde, poco antes de dispararse en el pecho. El pintor murió dos días después.